# Microrégion de Sousa
La microrégion de Sousa est l'une des huit microrégions qui subdivisent le sertão de l'État de la Paraíba au Brésil.
Elle comporte 17 municipalités qui regroupaient 175 204 habitants en 2006 pour une superficie totale de 4 785 km².

## Municipalités[1]
- Aparecida
- Cajazeirinhas
- Condado
- Lastro
- Malta
- Marizópolis
- Nazarezinho
- Paulista
- Pombal
- Santa Cruz
- São Bentinho
- São Domingos de Pombal
- São Francisco
- São José da Lagoa Tapada
- Sousa
- Vieirópolis
- Vista Serrana